# Preserje pri Komnu
Preserje pri Komnu je naselje v Občini Komen.